# Аккізтогайський сільський округ
Аккізтога́йський сільський округ (каз. Ақкиізтоғай ауылдық округі, рос. Аккизтогайский сельский округ) — адміністративна одиниця у складі Жилиойського району Атирауської області Казахстану. Адміністративний центр та єдиний населений пункт — село Аккізтогай.
Населення — 1454 особи (2021; 2232 у 2009, 1337 у 1999, 1210 у 1989).
Станом на 1989 рік існувала Амангельдинська сільська рада (села Аккізтогай, Аккудук, Майкумген). 1993 року та території колишньої сільради утворено Аккізтогайський сільський округ (село Аккізтогай). 2002 року зі складу округу був виділений окремий Майкомгенський сільський округ (села Аккудик, Майкомген).